# Завод Универсал

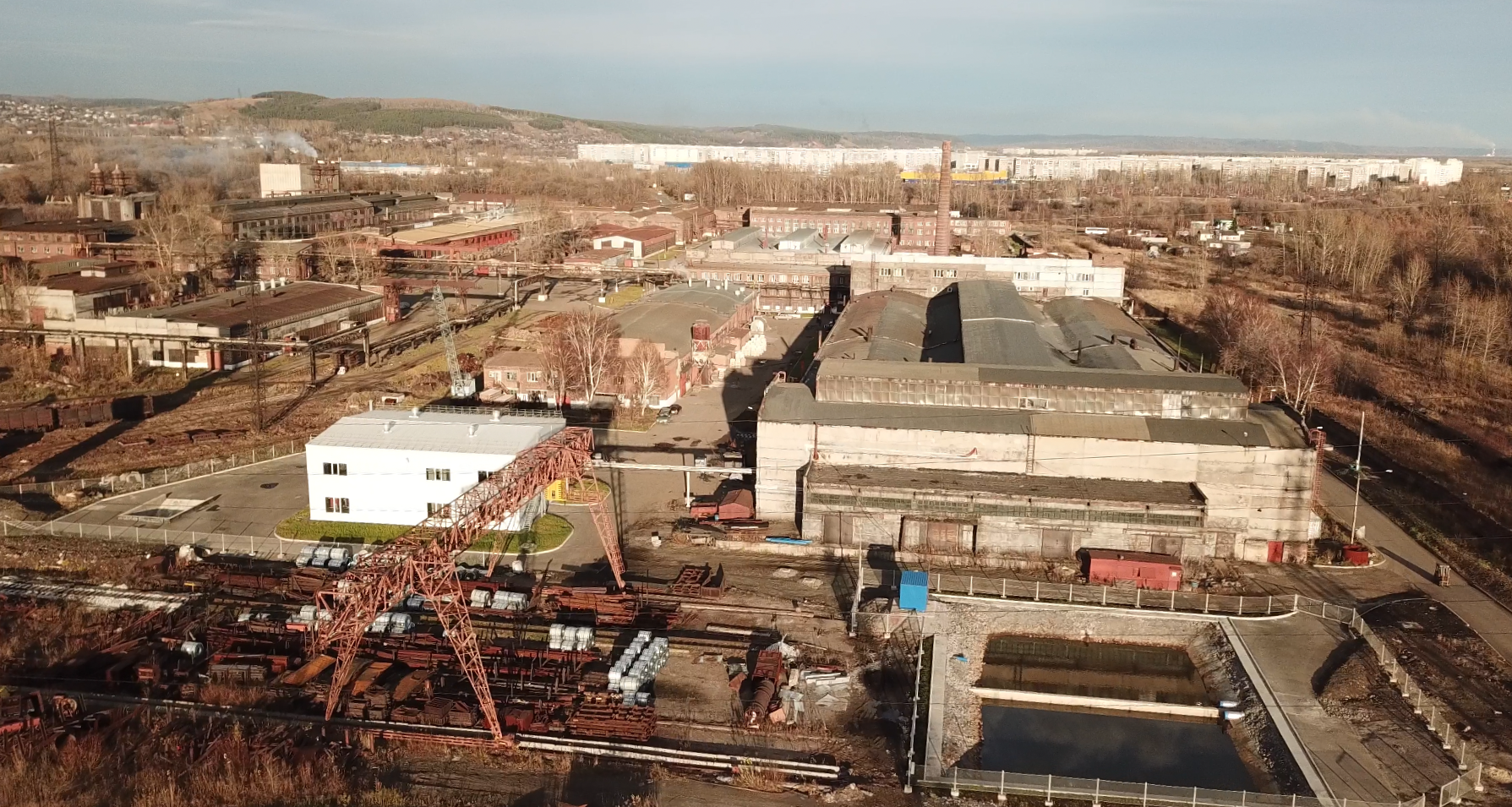
Территория АО Завод Универсал 2018 год

АО «Завод Универсал» (до 1989 г. — Новокузнецкий завод «Сантехлит») — российский производитель санитарно-технических изделий, продукции строительного назначения и горно-шахтного оборудования. Производство расположено на территории Кузнецкого района в городе Новокузнецк, Кемеровская область. Полное название — акционерное общество «Завод Универсал».

## История
Строительство завода началось в 1955 году. Строящийся завод имел название «Сталинский завод предметов домоустройства и канализационных труб», с 1 июля 1961 года переименован в Новокузнецкий завод «Сантехлит». Возглавлял строительство — Сергей Иванович Мельников, главный инженер проекта — Фридрих Львович Блюмин. 
31 декабря 1961 года Государственная комиссия подписала акт о сдаче первой очереди завода — цеха по производству чугунных ванн мощностью до 280 000 шт в год.
Завод был принят в эксплуатацию с административным подчинением Главному управлению тяжелого и электротехнического машиностроения «Тяжэлектромаш» Кузбасского Совнархоза. По проектному заданию, разработанному Ленинградским институтом «Гипросантехпром» с учетом дальнейшего расширения и реконструкции, завод создавался для производства санитарно-технического оборудования. 
Почти два месяца со дня подписания акта продолжались пусконаладочные работы в литейном и эмалировочном цехах. В конце февраля 1962 года технологический процесс литья чугунных отливок ванн и эмалирования был отлажен полностью. Днём рождения предприятия считается 26 февраля 1962 года — день, когда была отправлена потребителям первая партия чугунных эмалированных ванн.
К концу 1962 года структура завода включала 6 подразделений: литейный, эмалировочный, ремонтно-механический цехи, энергосиловой, транспортный и ремонтно-строительный участки.
В марте 1963 года запущено производство труб чугунных канализационных и фасонных частей к ним методом центробежного литья.
В ноябре 1967 года введен в строй эмалеприготовительный цех, полностью обеспечивающий эмалью собственное производство чугунных ванн.
В марте 1970 года штамповочно-эмалировочный цех завода начал выпускать стальные отопительные радиаторы. Через некоторое время производство радиаторов было остановлено, а уже в марте 1972 года на мощностях данного цеха освоен выпуск стального отопительного прибора - конвектора «Комфорт» для массового жилищного строительства. 
В сентябре 1973 года сдана поточная линия по производству стальных эмалированных моек и раковин, в апреле 1974 года на этой линии освоено производство стальных эмалированных ванн. Позже работа линии и выпуск стальной эмалированной продукции были полностью остановлены. 
В 2000 году основным направлением развития АО «Завод Универсал» становится производство стального конвектора типа «Универсал», который разработан совместно с «НИИсантехники» г. Москва. 
С 21 декабря 1989 года по 13 июля 1993 года завод имел название арендное предприятие «Универсал» (А/п «Универсал»), с 14 июля 1993 года по 01 января 1997 года — акционерное общество открытого типа «Универсал» (АООТ «Универсал»), до апреля 2015 года — ОАО «Завод Универсал», с апреля 2015 года — АО «Завод Универсал».
В 2003 году руководство завода инвестировало средства в Новосибирский завод керамических изделий и в начале 2004 г. на его базе учредило завод керамических изделий «Универсал».
В 2004 году руководством предприятия принято решение о модернизации устаревшего оборудования литейного цеха. Менее чем через год завод запустил производство чугунных эмалированных ванн методом вакуумно-пленочной формовки.
В 2011 году предприятие стало развивать новое направление - производство горно-шахтного оборудования. 
В мае 2012 года освоено производство полимерпесчаных изделий, таких как тротуарная плитка, газонная решетка, черепица и люк смотрового колодца. 
В феврале 2012 года коллектив завода отпраздновал 50-летие.
В 2020 году на мощностях цеха, осуществляющего производство чугунных ванн, предприятием запущено производство чугунной эмалированной чаши Генуя и чугунных канализационных люков. 
К 2022 году предприятие выпускает чугунные ванны под двумя брендами: Универсал и Wotte. Главная отличительная особенность брендов — использование разной эмали для покрытия ванн. Для чугунных ванн бренда Универсал используется титановая стеклоэмаль собственного производства, а ванны бренда Wottē покрываются покупной титановой стеклоэмалью от европейского производителя FERRO. 

## Показатели деятельности
Выручка от реализации в 2017 году составляла 1 670 497 тыс. руб. (в 2016 году — 1 788 826 тыс. руб.), чистая прибыль — 42 тыс. руб. в 2017 году (в 2016 году — 46 781 тыс. руб.).